# Matuê
Matuê, pseudonimo di Matheus Brasileiro Aguiar (Fortaleza, 11 ottobre 1993), è un rapper brasiliano, uno dei maggiori esponenti della trap in Brasile.

## Biografia
Originario di Fortaleza, è salito alla ribalta grazie alla hit Kenny G, che ha raggiunto la 6ª posizione della classifica dei singoli brasiliana e che ha ottenuto la certificazione di triplo diamante dalla Pro-Música Brasil, ottenendo successo anche in Portogallo dove ha trascorso più di metà anno in classifica, venendo certificata platino dalla Associação Fonográfica Portuguesa con oltre 10 000 unità vendute. Nel 2020 ha firmato un contratto discografico con la Sony Music Brasil, attraverso la quale è stato messo in commercio il suo primo album in studio Máquina do tempo, certificato triplo platino dalla PMB con oltre 240 000 unità totalizzate. Il disco ha infranto il record di Anitta per il miglior debutto per un album nella classifica giornaliera brasiliana di Spotify, collocando sei tracce su sette presenti nell'album in top ten. La traccia omonima e 777666 sono divenuti i miglior posizionamenti del rapper nella graduatoria brasiliana, esordendo rispettivamente al 2º e al 4º posto. Dal disco i brani hanno totalizzato altri due diamanti, cinque platini e un oro. Il successo ottenuto nel corso del 2020 ha fruttato all'artista una candidatura nella categoria Beat BR nell'ambito dei Prêmios MTV MIAW, a cui se n'è aggiunta un'altra l'anno seguente.
Nel 2021 è uscita Quer voar, che ha raggiunto la 2ª posizione in Brasile e che ha segnato la sua prima top five in Portogallo, e il rapper ha intrapreso una tournée negli Stati Uniti d'America nel mese di novembre. Vampiro, una collaborazione con Wiu e Teto resa disponibile nell'aprile 2022, è diventata la sua prima numero uno nella hit parade brasiliana ed è stata in lizza per il Prêmio Multishow de Música Brasileira alla canzone dell'anno. In occasione della quinta edizione dei Prêmios MTV MIAW viene candidato in sei categorie, concorrendo per la prima volta per il riconoscimento all'artista musicale.

## Discografia

### Album in studio
- 2020 – Máquina do tempo
- 2024 – 333

### EP
- 2024 – Sabor overdose no yakisoba

### Singoli
- 2016 – RBN
- 2017 – Boomzim
- 2017 – 100 placas (feat. Raonir Braz)
- 2017 – De alta
- 2017 – Celine
- 2017 – Lama no copo
- 2017 – Horta (feat. Menestrel)
- 2017 – Anos luz
- 2018 – De peça em peça (feat. Knust & Chris MC)
- 2018 – Urubus (feat. Derek)
- 2018 – Quem manda é a 30
- 2018 – 3AM (con Luccas Carlos)
- 2018 – Sensacional (con WC no Beat e Nego do Borel feat. Cacife Clandestino & MC Kevin o Chris)
- 2018 – A morte do Autotune
- 2019 – Banco (feat. Predella)
- 2019 – Kenny G
- 2019 – Mantém (con Wiu)
- 2019 – Quem mandou chamar (con i Tropkillaz e Iza)
- 2021 – Rap Game (con MC Lan e Xamã)
- 2021 – Fazendeiro (con Zetrê)
- 2021 – Quer voar
- 2021 – Groupies (con Doode e Teto)
- 2021 – Aquarela luz (con Dada Yute e Rael)
- 2021 – Sem dó (con L7nnon)
- 2022 – Sobe junto (con Emicida e Drik Barbosa)
- 2022 – Vampiro (con Wiu e Teto)
- 2023 – Flow espacial (con Teto e Wiu)
- 2023 – Conexões de máfia (feat. Rich the Kid)
- 2024 – Filho da noite (con MC Ryan SP)
- 2024 – A última dança
- 2024 – Honey babe
- 2024 – Reza do milhão

### Collaborazioni
- 2021 – M4 (Teto feat. Matuê)

## Turnée
- 2024/25 – 333 Tour